# Andrei Pranevich
Andrei Pranevich (5 de agosto de 1983) es un deportista bielorruso que compitió en esgrima en silla de ruedas. Ganó una medalla de oro en los Juegos Paralímpicos de Río de Janeiro 2016 en la prueba de espada individual (clase B).

## Palmarés internacional
| Juegos Paralímpicos | Juegos Paralímpicos     | Juegos Paralímpicos | Juegos Paralímpicos |
| Año                 | Lugar                   | Medalla             | Prueba              |
| ------------------- | ----------------------- | ------------------- | ------------------- |
| 2016                | Río de Janeiro (Brasil) | Medalla de oro      | Espada individual B |